# Nowy Modlin
Nowy Modlin (prononciation : [ˈnɔvɨ ˈmɔdlin]) est un village polonais de la gmina de Pomiechówek dans le powiat de Nowy Dwór Mazowiecki de la voïvodie de Mazovie dans le centre-est de la Pologne.
Il se situe à environ 4 kilomètres au nord de Nowy Dwór Mazowiecki (siège du powiat) et à 35 kilomètres au nord-ouest de Varsovie (capitale de la Pologne).
Le village compte approximativement une population de 950 habitants en 2006.

## Histoire
De 1975 à 1998, le village appartenait administrativement à la voïvodie de Varsovie.